# Prismatocarpus lycioides
Prismatocarpus lycioides är en klockväxtart som beskrevs av Robert Stephen Adamson. Prismatocarpus lycioides ingår i släktet Prismatocarpus och familjen klockväxter. Inga underarter finns listade i Catalogue of Life.